# Liste der Gefängnisse in Arkansas
Die Liste der Gefängnisse in Arkansas enthält alle Gefängnisse und Einrichtungen, die durch das Arkansas Department of Corrections betrieben werden.

## Einrichtungen unter Betrieb der Division of Correction
| Name                                      | Ort          | Errichtung | Belegungsfähigkeit | Sicherheitsstufe(n) |
| ----------------------------------------- | ------------ | ---------- | ------------------ | ------------------- |
| Barbara Ester Unit                        | Pine Bluff   | 2015       | 579                | Medium              |
| Benton Unit                               | Benton       | 1974       | 325                | Minimum             |
| Cummins Unit                              | Grady        | 1902       | 1876               | Medium, Maximum     |
| Delta Regional Unit                       | Dermott      | 1990       | 614                | Minimum, Medium     |
| East Arkansas Regional Unit               | Forrest City | 1992       | 1513               | Medium, Maximum     |
| Grimes Unit                               | Newport      | 1998       | 1012               | Medium, Maximum     |
| J. Aaron Hawkins Sr. Center               | Little Rock  | 2006       | 456                | Minimum             |
| Maximum Security Unit                     | Pine Bluff   | 1983       | 532                | Maximum             |
| McPherson Unit                            | Newport      | 1998       | 964                | Medium, Maximum     |
| Mississippi County Work Release Center    | Luxora       | 1975       | 133                | Minimum             |
| North Central Unit                        | Calico Rock  | 1990       | 800                | Minimum, Medium     |
| Northwest Arkansas Work Release Center    | Springdale   | 1980       | 100                | Minimum             |
| Ouachita River Correctional Unit          | Malvern      | 2003       | 1837               | Minimum, Medium     |
| Pine Bluff Re-Entry Center                | Pine Bluff   | 2015       | 54                 | Minimum             |
| Pine Bluff Unit                           | Pine Bluff   | 1976       | 540                | Minimum, Medium     |
| Randall L. Williams Correctional Facility | Pine Bluff   | 1990       | 562                | Minimum, Medium     |
| Texarkana Regional Correction Center      | Texarkana    | 1983       | 128                | Minimum             |
| Tucker Unit                               | Pine Bluff   | 1916       | 1002               | Medium, Maximum     |
| Varner/Varner Supermax Unit               | Pine Bluff   | 1987       | 1598               | Medium, Maximum     |
| Wrightsville Unit                         | Little Rock  | 1981       | 850                | Minimum, Medium     |

## Einrichtungen unter Betrieb der Division of Community Correction
Durch die Division of Community Correction werden die folgenden Einrichtungen betrieben:
- Central Arkansas Community Correction Center (Little Rock),
- East Central Arkansas Community Correction Center (West Memphis),
- Northeast Arkansas Community Correction Center (Osceola),
- Northwest Arkansas Community Correction Center (Fayetteville),
- Omega Supervision Sanction Center (Malvern) und
- Southwest Arkansas Community Correction Center (Texarkana).[3]